# Alte Landschaft (FR)

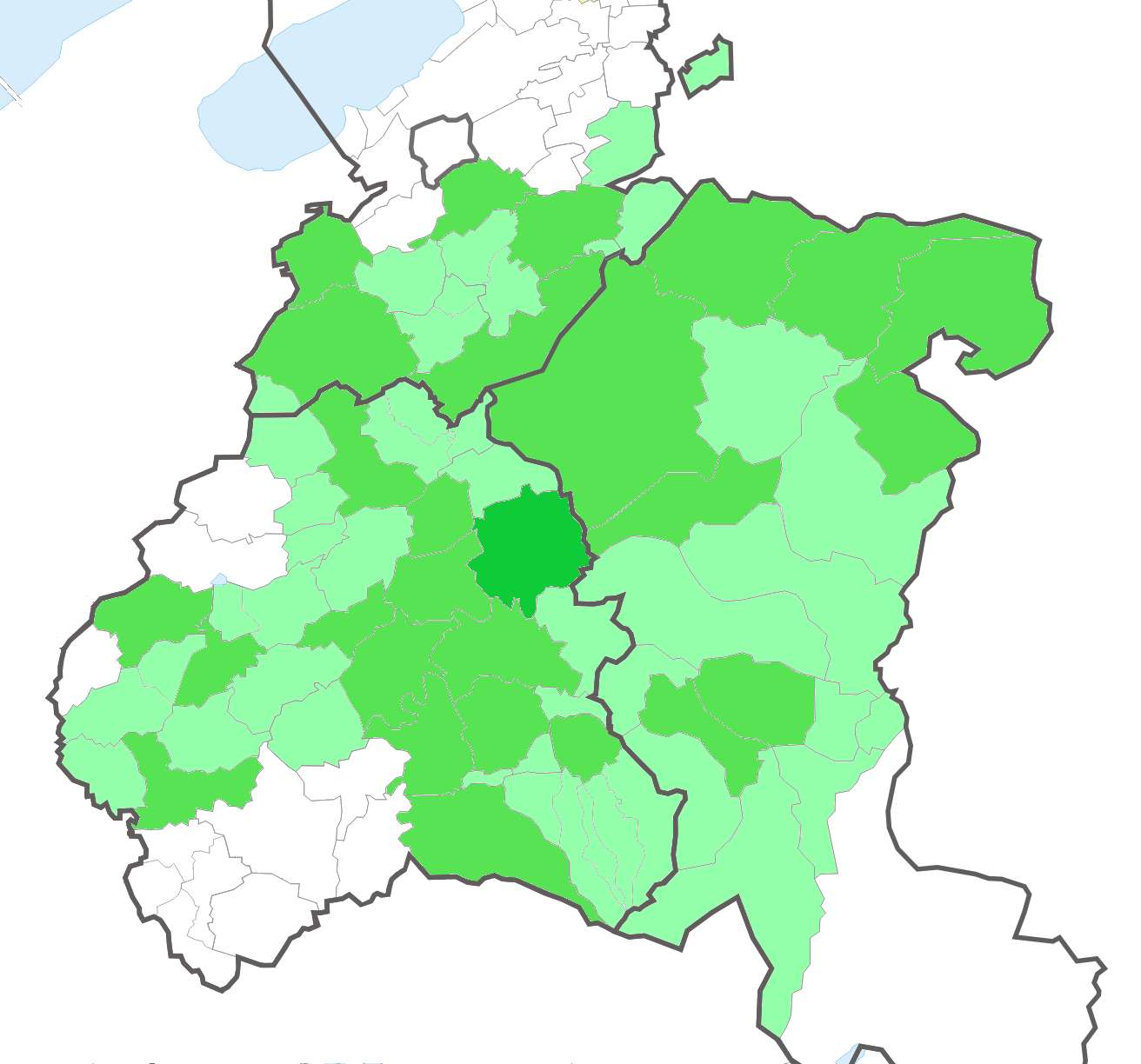
Die Alte Landschaft der Stadt Freiburg (unterlegt mit den Verwaltungsgrenzen von 1999)

Die Alte Landschaft (französisch Anciennes Terres) der Stadt Freiburg im Üechtland bezeichnet ihr ältestes Territorium und das natürliche Hinterland beidseits der Saane. Die Bezeichnung erscheint im Jahre 1549 zum ersten Mal zur Unterscheidung zu neu erworbenen Vogteien. 1467 wurde die Ausbildung der Alten Landschaft abgeschlossen. Sie umfasste das Gebiet zwischen der Sense und dem Bach von Macconnens, Münchenwiler und dem Dütschbach bei Plaffeien. Sie war keine organisierte Körperschaft und besass auch keine Vertretungsrechte.
Im Jahre 1648 umfasste die Region 26 Pfarreien (Namen in alter Schreibweise):
| Deutscher Name | Französischer Name |
| -------------- | ------------------ |
| Mertenlach     | Marly              |
| Rechthalten    | Dirlaret           |
| Spintz         | Ependes            |
| Treffels       | Treyvaux           |
| Ergenzachen    | Arconciel          |
| Perroman       | Praroman           |
| Giffers        | Chevrilles         |
| Matran         | Matran             |
| Wyler          | Villars-sur-Glâne  |
| Onens          | Onnens             |
| Prez           | Prez               |
| Gurmels        | Cormondes          |
| Berfischen     | Barberêche         |
| Gumbschen      | Belfaux            |
| Curtion        | Courtion           |
| Rupertzwyl     | Villarepos         |
| Grissachen     | Cressier           |
| Autenach       | Autigny            |
| Escuvilliens   | Ecuvillens         |
| Zibbenzachen   | Givisiez           |
| Bösingen       | Bösingen           |
| Wunnenwyl      | Wünnewil           |
| Uberstorff     | Ueberstorf         |
| Heidenried     | Heitenried         |
| Tavers         | Tavel              |
| Dydingen       | Guin               |

Mit der Gründung der modernen Gemeinden Anfangs 19. Jahrhundert wurde die Alte Landschaft aufgelöst.